# 2014年のインディアン・スーパーリーグ
この項目では、2014年シーズンのインディアン・スーパーリーグ（ISL）について述べる。
2014年のインディアン・スーパーリーグ（2014 Indian Super League season）は、1回目のインディアン・スーパーリーグである。

## 2014年シーズンのインディアン・スーパーリーグのクラブ
2014年シーズンのインディアン・スーパーリーグのクラブ数は8。
| クラブ                         | 創設   | 監督                               | 地方                 | ホームタウン     | スタジアム                                         | 収容人数  |
| ------------------------------ | ------ | ---------------------------------- | -------------------- | ---------------- | -------------------------------------------------- | --------- |
| アトレティコ・デ・コルカタ     | 2014年 | アントニオ・ロペス・ハバス         | 西ベンガル州         | コルカタ         | ソルトレイク・スタジアム                           | 120,000人 |
| チェンナイインFC               | 2014年 | マルコ・マテラッツィ               | タミル・ナードゥ州   | チェンナイ       | ジャワハルラール・ネルー・スタジアム（チェンナイ） | 40,000人  |
| デリー・ディナモスFC           | 2014年 | ハルム・ファン・フェルドホーフェン | デリー               | デリー           | ジャワハルラール・ネルー・スタジアム（デリー）     | 60,000人  |
| FCゴア                         | 2014年 | ジーコ                             | ゴア州               | マーガオ         | ファトルダ・スタジアム                             | 24,000人  |
| FCプネー・シティ               | 2014年 | フランコ・コロンバ                 | マハーラーシュトラ州 | プネー           | ベルエワディ・スタジアム                           | 22,000人  |
| ムンバイ・シティFC             | 2014年 | ピーター・リード                   | マハーラーシュトラ州 | ムンバイ         | DY・パティル・スタジアム                           | 55,000人  |
| ケーララ・ブラスターズFC       | 2014年 | ディビッド・ジェームス             | ケーララ州           | コーチ           | ジャワハルラール・ネルー・スタジアム（コーチ）     | 75,000人  |
| ノースイースト・ユナイテッドFC | 2014年 | リッキー・ハーバート               | アッサム州           | グワーハーティー | インディラ・ガンジー・陸上競技場                   | 35,000人  |

- チーム名・監督・本拠地名については現時点のもの。

### マーキングプレーヤー
| クラブ                         | マーキングプレーヤー         |
| ------------------------------ | ---------------------------- |
| アトレティコ・デ・コルカタ     | ルイス・ガルシア             |
| チェンナイインFC               | エラーノ                     |
| デリー・ディナモスFC           | アレッサンドロ・デル・ピエロ |
| FCゴア                         | ロベール・ピレス             |
| FCプネー・シティ               | ダヴィド・トレゼゲ           |
| ムンバイ・シティFC             | フレドリック・ユングベリ     |
| ケーララ・ブラスターズFC       | ディビッド・ジェームス       |
| ノースイースト・ユナイテッドFC | ジョアン・カプデビラ         |

### メーカー・スポンサー
| チーム名                     | メーカー   | シャツ スポンサー |
| ---------------------------- | ---------- | ----------------- |
| アトレティコ・デ・コルカタ   | アンブロ   | TBA               |
| チェンナイインFC             | TBA        | TBA               |
| デリー・ディナモス           | ロット     | TBA               |
| FCゴア                       | アディダス | TBA               |
| FCプネー・シティ             | Dida       | TBA               |
| ケーララ・ブラスターズ       | プーマ     | TBA               |
| ムンバイ・シティ             | TBA        | TBA               |
| ノースイースト・ユナイテッド | アディダス | TBA               |

## スケジュール
10月12日に開幕し、約3ヶ月間で行われた。